# Liste der Bodendenkmäler in Aichen
Auf dieser Seite sind die Bodendenkmäler in der schwäbischen Gemeinde Aichen zusammengestellt. Diese Tabelle ist eine Teilliste der Liste der Bodendenkmäler in Bayern. Grundlage ist die Bayerische Denkmalliste, die auf Basis des Bayerischen Denkmalschutzgesetzes vom 1. Oktober 1973 erstmals erstellt wurde und seither durch das Bayerische Landesamt für Denkmalpflege geführt wird. Die folgenden Angaben ersetzen nicht die rechtsverbindliche Auskunft der Denkmalschutzbehörde.

## Bodendenkmäler der Gemeinde Aichen

### Bodendenkmäler im Ortsteil Aichen
| Lage              | Objekt | Akten-Nr.     | Bild           |
| ----------------- | --- | ------------- | -------------- |
| Aichen (Standort) | Pfarrkirche St. Ulrich Mittelalterliche und frühneuzeitliche Befunde im Bereich der Katholischen Pfarrkirche St. Ulrich. | D-7-7729-0044 | weitere Bilder |

### Bodendenkmäler im Ortsteil Memmenhausen
| Lage | Objekt                                                                                           | Akten-Nr.     | Bild           |
| --- | ------------------------------------------------------------------------------------------------ | ------------- | -------------- |
| Memmenhausen etwa 300 Meter südöstlich der Memmenhauser Kirche auf einem Bergsporn am östlichen Rand des Zusamtals (Standort) | Mittelalterlicher Burgstall, verebnet                                                            | D-7-7729-0025 |                |
| Memmenhausen (Standort) | Mittelalterliche und frühneuzeitliche Befunde im Bereich der Katholischen Pfarrkirche St. Georg. | D-7-7729-0032 | weitere Bilder |
| Memmenhausen (Standort) | Siedlung der Eisenzeit.                                                                          | D-7-7729-0079 |                |

### Bodendenkmäler im Ortsteil Obergessertshausen
| Lage | Objekt | Akten-Nr.     | Bild           |
| --- | --- | ------------- | -------------- |
| Obergessertshausen Auf dem Buschelberg, etwa 1,4 Kilometer südöstlich der Kirche von Aichen am höchsten Punkt des Kamms zwischen dem Zusam- und Neufnachtal (Standort) | Grabhügel vorgeschichtlicher Zeitstellung.                                                                | D-7-7729-0026 |                |
| Obergessertshausen Am Weiherberg, etwa 1,2 Kilometer südsüdwestlich von Obergessertshausen (Standort)                                                                  | Mittelalterlicher Burgstall.                                                                              | D-7-7729-0027 |                |
| Obergessertshausen westlich der Staatsstraße 2027 zwischen Aichen und Obergessertshausen in Höhe des Parkplatzes. (Standort)                                           | Mittelalterlicher Burgstall.                                                                              | D-7-7729-0028 |                |
| Obergessertshausen Am Weiherberg, etwa 1,2 Kilometer südsüdwestlich von Obergessertshausen (Standort)                                                                  | Töpferei des Mittelalters.                                                                                | D-7-7729-0036 |                |
| Obergessertshausen (Standort) | Mittelalterliche und frühneuzeitliche Befunde im Bereich der Katholischen Pfarrkirche St. Peter und Paul. | D-7-7729-0048 | weitere Bilder |

### Bodendenkmäler im Schnittbereich mit der Gemeinde Ziemetshausen
| Lage                                                       | Objekt                                      | Akten-Nr.     | Bild |
| ---------------------------------------------------------- | ------------------------------------------- | ------------- | ---- |
| Aichen/Ziemetshausen, südwestlich des Zweifelsf (Standort) | Frühmittelalterliche Abschnittsbefestigung. | D-7-7729-0021 |      |